# Museu Provincial de Hargeisa
El Museu Provincial de Hargeisa és un museu inaugurat el 1977 a Hargeisa, a la província de Woqooyi Galbeed, a Somàlia. Va ser el primer museu establert al país després de la independència de 1960.

## Obertura
A mitjans de la dècada del 1970 va aparèixer un fort moviment cultural a Hargeisa, que va portar a la construcció del museu. El museu formava part d'un edifici amb un teatre, una biblioteca i el museu provincial. L'edifici consistia en dos anells concèntrics amb una àrea de reunió i una sala per exposicions temporals. L'edifici circular central s'inspirava en una cabana tradicional utilitzada pels pagesos Somalis. El museu tenia 650 m² gran i va ser dissenyat i construït per un contractista local, Osman Dahir Adan.
Quan es va obrir el museu, el 1977, mostrava una exposició etnogràfica amb la majoria dels objectes provinents dels residents locals. Els elements es mostraven sense vitrines i només hi havia dos encarregats, el jardiner i una dona de la neteja. Amb aquest personal, de seguida el museu es començà a deteriorar. La renovació començà el 1981, i es van posar vitrines, es van repintar les sales i netejar la col·lecció. Dels 4,000 elements se'n van posar a la vista dels visitants 1.400 i la resta es van emmagatzemar.
El museu fou totalment destruït durant la guerra civil del 1988.

## Reconstrucció
Estava previst que el 2012 s'acabés la reconstrucció del recinte.